# Rhipsalis elliptica
Rhipsalis elliptica  es una  especie de planta fanerógama de la familia Cactaceae. Es endémica de Minas Gerais, Paraná, Santa Catarina y São Paulo en Brasil. Su hábitat natural son los bosques de tierras bajas tropicales o subtropicales y áreas rocosas. Está tratada en peligro de extinción por pérdida de hábitat. Es una especie rara en la vida silvestre.
Es una planta perenne carnosa, con hoja aplanada  y  con las flores de color blanco.

## Sinonimia
- Rhipsalis chloroptera

## Fuente
- Taylor, N.P. 2002.  Rhipsalis elliptica.   2006 IUCN Red List of Threatened Species.   Bajado el 23-08-07.